# Cephalopholis taeniops
Cephalopholis taeniops е вид бодлоперка от семейство Serranidae.

## Разпространение и местообитание
Видът е разпространен в Ангола, Бенин, Габон, Гамбия, Гана, Гвинея, Гвинея-Бисау, Демократична република Конго, Екваториална Гвинея, Западна Сахара, Кабо Верде, Камерун, Кот д'Ивоар, Либерия, Мавритания, Мароко, Нигерия, Сао Томе и Принсипи, Сенегал, Сиера Леоне и Того.
Обитава пясъчните дъна на морета и рифове в райони с тропически климат. Среща се на дълбочина от 16,5 до 200 m, при температура на водата около 24,2 °C и соленост 36,1 ‰.

## Описание
На дължина достигат до 70 cm.